# Джереми Корбин
Джереми Бърнърд Корбин (на английски: Jeremy Bernard Corbyn) е британски политик, оглавяващ Лейбъристката партия и действащ като водач на опозицията в страната от 2015 до 2020 г. Депутат от избирателен район Ислингтън Норт от изборите през 1983 година насам.

## Биография и дейност
Роден е в Чипънхем, Уилтшър, и за кратко е ученик в Северния лондонски политехнически университет, но не завършва. По-късно работи в Националния съюз на държавните служители и в Консолидирания съюз по инженерство и електротехника, както и в Националния съюз на шивачите и работниците в текстилната индустрия – като представител на съюза.
Политическата му кариера започва през 1974 година, когато е избран в Съвета на Херинги, а по-късно е Секретар на район „Излингтън“ в структурата на Лейбъристката партия. Това се променя едва когато е избран за депутат от Излингтън Норт.
Самоопределя се като демократичен социалист и се ангажира с повторното одържавяване на комуналните услуги и железниците, с отпадането на учебните такси за университети, възвръщането на студентските стипендии, с количественото смекчаване за финансиране на инфраструктурата и възобновимите енергийни проекти, както и отмяната на орязванията в държавния сектор и социалните плащания, които са налице от 2010 година насам; с противодействие на укриването и избягването на данъци от корпорации и богати лица, и с намаляването на субсидиите за бизнесите, като алтернатива на програмата за строги мерки на правителството.
Той е член на Социалистическата група за кампании, Кампанията за палестинска солидарност, Амнести Интернешънъл и Кампанията за ядрено разоръжаване (от 1966 г.), както и Национален председател на Коалицията за спиране на войната.
На 6 юни 2015 година Корбин обявява кандидатурата си за водаческо място на Лейбъристката партия. Макар че отначало е считан за екстремист, той се превръща във водещ кандидат според анкетните проучвания, и си осигурява подкрепата на мнозинството от трейдюнионите с връзки с лейбъристите, както и с три съюза, които са необвързани. На 12 септември 2015 година е избран за водач на Лейбъристката партия, след като печели 59,5% от гласовете в първия кръг от изборите.
През октомври 2020 г. е изключен от Лейбъристката партия и парламентарната група след твърдения, че антисемитизмът в партията (установен с парламентарно разследване) е преувеличен и прекалено се изтъква по политически причини, но през ноември членството му е възстановено. След вътрешнопартийни избори начело на партията застава Киър Стармър.